# Interco Normandie Sud Eure
Die Interco Normandie Sud Eure ist ein französischer Gemeindeverband mit der Rechtsform einer Communauté de communes in den Départements Eure und Eure-et-Loir der Regionen Normandie und Centre-Val de Loire. Sie wurde am 16. September 2016 gegründet und umfasst 41 Gemeinden (Stand: 1. Januar 2019). Der Verwaltungssitz befindet sich im Ort Verneuil d’Avre et d’Iton. Eine Besonderheit ist die départements- und regionsübergreifende Struktur der Mitgliedsgemeinden.

## Historische Entwicklung
Der Gemeindeverband entstand mit Wirkung vom 1. Januar 2017 durch die Fusion der Vorgängerorganisationen
- Communauté de communes du Canton de Rugles,
- Communauté de communes du Pays de Verneuil-sur-Avre,
- Communauté de communes du Canton de Breteuil-sur-Iton,
- Communauté de communes du Pays de Damville und
- Communauté de communes Rurales du Sud de l’Eure.

Mit Wirkung vom 1. Januar 2018 wurde die Anzahl der Mitgliedsgemeinden um 13 reduziert:
- 9 Gemeinden wechselten zur Communauté d’agglomération Évreux Portes de Normandie und
- 4 Gemeinden wechselten zur Agglo du Pays de Dreux.

Zum 1. Januar 2019 bildeten die ehemaligen Gemeinden Mesnils-sur-Iton, Buis-sur-Damville, Grandvilliers und Roman die Commune nouvelle Mesnils-sur-Iton, die ehemaligen Gemeinden La Vieille-Lyre und Champignolles die Commune nouvelle La Vieille-Lyre. Dadurch reduzierte sich die Anzahl der Mitgliedsgemeinden auf 41.

## Mitgliedsgemeinden
| Gemeinde                   | Einwohner 1. Januar 2022 | Fläche km² | Dichte Einw./km² | Code INSEE | Postleitzahl | Region              | Département  |
| -------------------------- | ------------------------ | ---------- | ---------------- | ---------- | ------------ | ------------------- | ------------ |
| Ambenay                    | 551                      | 16,80      | 33               | 27009      | 27250        | Normandie           | Eure         |
| Armentières-sur-Avre       | 161                      | 6,11       | 26               | 27019      | 27820        | Normandie           | Eure         |
| Bâlines                    | 545                      | 3,73       | 146              | 27036      | 27130        | Normandie           | Eure         |
| Bémécourt                  | 557                      | 17,11      | 33               | 27054      | 27160        | Normandie           | Eure         |
| Bois-Anzeray               | 186                      | 11,61      | 16               | 27068      | 27330        | Normandie           | Eure         |
| Bois-Arnault               | 699                      | 12,90      | 54               | 27069      | 27250        | Normandie           | Eure         |
| Bois-Normand-près-Lyre     | 371                      | 16,88      | 22               | 27075      | 27330        | Normandie           | Eure         |
| Bourth                     | 1.166                    | 18,63      | 63               | 27108      | 27580        | Normandie           | Eure         |
| Breteuil                   | 4.284                    | 55,05      | 78               | 27112      | 27160        | Normandie           | Eure         |
| Breux-sur-Avre             | 336                      | 7,08       | 47               | 27115      | 27570        | Normandie           | Eure         |
| Chaise-Dieu-du-Theil       | 207                      | 5,93       | 35               | 27137      | 27580        | Normandie           | Eure         |
| Chambois                   | 1.347                    | 27,60      | 49               | 27032      | 27240        | Normandie           | Eure         |
| Chambord                   | 172                      | 14,62      | 12               | 27139      | 27250        | Normandie           | Eure         |
| Chennebrun                 | 100                      | 2,92       | 34               | 27155      | 27820        | Normandie           | Eure         |
| Chéronvilliers             | 457                      | 21,51      | 21               | 27156      | 27250        | Normandie           | Eure         |
| Courteilles                | 177                      | 6,24       | 28               | 27182      | 27130        | Normandie           | Eure         |
| Gournay-le-Guérin          | 119                      | 12,27      | 10               | 27291      | 27580        | Normandie           | Eure         |
| Juignettes                 | 293                      | 12,96      | 23               | 27359      | 27250        | Normandie           | Eure         |
| L’Hosmes                   | 66                       | 6,74       | 10               | 27341      | 27570        | Normandie           | Eure         |
| La Haye-Saint-Sylvestre    | 293                      | 18,64      | 16               | 27323      | 27330        | Normandie           | Eure         |
| La Neuve-Lyre              | 532                      | 2,85       | 187              | 27431      | 27330        | Normandie           | Eure         |
| La Vieille-Lyre            | 653                      | 19,63      | 33               | 27685      | 27330        | Normandie           | Eure         |
| Le Lesme                   | 702                      | 26,50      | 26               | 27565      | 27160        | Normandie           | Eure         |
| Les Barils                 | 270                      | 9,53       | 28               | 27038      | 27130        | Normandie           | Eure         |
| Les Baux-de-Breteuil       | 686                      | 34,22      | 20               | 27043      | 27160        | Normandie           | Eure         |
| Les Bottereaux             | 347                      | 22,13      | 16               | 27096      | 27250        | Normandie           | Eure         |
| Mandres                    | 350                      | 11,79      | 30               | 27383      | 27130        | Normandie           | Eure         |
| Marbois                    | 1.307                    | 46,54      | 28               | 27157      | 27160        | Normandie           | Eure         |
| Mesnils-sur-Iton           | 6.142                    | 125,03     | 49               | 27198      | 27160, 27240 | Normandie           | Eure         |
| Montigny-sur-Avre          | 272                      | 7,26       | 37               | 28263      | 28270        | Centre-Val de Loire | Eure-et-Loir |
| Neaufles-Auvergny          | 413                      | 17,35      | 24               | 27427      | 27250        | Normandie           | Eure         |
| Piseux                     | 691                      | 19,63      | 35               | 27457      | 27130        | Normandie           | Eure         |
| Pullay                     | 387                      | 12,03      | 32               | 27481      | 27130        | Normandie           | Eure         |
| Rugles                     | 2.199                    | 14,10      | 156              | 27502      | 27250        | Normandie           | Eure         |
| Saint-Antonin-de-Sommaire  | 213                      | 7,16       | 30               | 27508      | 27250        | Normandie           | Eure         |
| Saint-Christophe-sur-Avre  | 141                      | 10,76      | 13               | 27521      | 27820        | Normandie           | Eure         |
| Saint-Victor-sur-Avre      | 56                       | 6,90       | 8                | 27610      | 27130        | Normandie           | Eure         |
| Sainte-Marie-d’Attez       | 579                      | 26,04      | 22               | 27578      | 27160        | Normandie           | Eure         |
| Sylvains-Lès-Moulins       | 1.280                    | 23,88      | 54               | 27693      | 27240        | Normandie           | Eure         |
| Tillières-sur-Avre         | 1.037                    | 16,76      | 62               | 27643      | 27570        | Normandie           | Eure         |
| Verneuil d’Avre et d’Iton  | 7.262                    | 56,00      | 130              | 27679      | 27130        | Normandie           | Eure         |
| Interco Normandie Sud Eure | 37.606                   | 811,42     | 46               | –          | –            | –                   | –            |